# Santa Catalina Quierí
Santa Catalina Quierí är en ort i Mexiko.   Den ligger i kommunen Santa Catalina Quierí och delstaten Oaxaca, i den sydöstra delen av landet, 500 km sydost om huvudstaden Mexico City. Santa Catalina Quierí ligger 1 951 meter över havet och antalet invånare är 922.
Terrängen runt Santa Catalina Quierí är bergig söderut, men norrut är den kuperad. Runt Santa Catalina Quierí är det ganska tätbefolkat, med 93 invånare per kvadratkilometer. Närmaste större samhälle är San Pedro Mixtepec, 5,7 km söder om Santa Catalina Quierí. I omgivningarna runt Santa Catalina Quierí växer i huvudsak blandskog.